# Critics’ Choice Super Awards 2025
Die fünfte Verleihung der US-amerikanischen Critics’ Choice Super Awards (englisch 5th Critics’ Choice Super Awards), die jährlich von der Critics Choice Association (CCA) vergeben werden, fand am 7. August 2025 statt.
Die Nominierungen wurden am 11. Juni 2025 bekanntgegeben.

## Gewinner und Nominierte im Bereich Film
| Serie/Film                                | N | A |
| ----------------------------------------- | - | - |
| Deadpool & Wolverine                      | 6 | 2 |
| Thunderbolts*                             | 6 | 1 |
| Dune: Part Two                            | 5 | 2 |
| Blood & Sinners                           | 4 | 2 |
| Companion – Die perfekte Begleitung       | 3 | 1 |
| Heretic                                   | 3 | 1 |
| Alien: Romulus                            | 3 | 0 |
| Civil War                                 | 3 | 0 |
| The Fall Guy                              | 3 | 0 |
| Mickey 17                                 | 3 | 0 |
| Nosferatu – Der Untote                    | 3 | 0 |
| Mission: Impossible – The Final Reckoning | 2 | 2 |
| The Substance                             | 2 | 1 |
| Bring Her Back                            | 2 | 0 |
| Captain America: Brave New World          | 2 | 0 |
| Longlegs                                  | 2 | 0 |
| Monkey Man                                | 2 | 0 |
| The People’s Joker                        | 2 | 0 |
| Rebel Ridge                               | 2 | 0 |
| Venom: The Last Dance                     | 2 | 0 |
| Der wilde Roboter                         | 2 | 0 |

### Bester Actionfilm
Mission: Impossible – The Final Reckoning – Produktion: Tom Cruise und Christopher McQuarrie
Civil War – Produktion: Gregory Goodman, Andrew Macdonald und Allon Reich
The Fall Guy – Produktion: Guymon Casady, Ryan Gosling, David Leitch und Kelly McCormick
Monkey Man – Produktion: Ian Cooper, Christine Haebler, Basil Iwanyk, Erica Lee, Anjay Nagpal, Dev Patel, Jordan Peele, Win Rosenfeld, Samarth Sahni und Jomon Thomas
Rebel Ridge – Produktion: Neil Kopp, Jeremy Saulnier, Vincent Savino und Anish Savjani
Warfare – Produktion: Andrew Macdonald, Matthew Penry-Davey, Allon Reich und Peter Rice

### Bester Schauspieler in einem Actionfilm
Tom Cruise – Mission: Impossible – The Final Reckoning
Taron Egerton – Carry-On
Ryan Gosling – The Fall Guy
Dev Patel – Monkey Man
Aaron Pierre – Rebel Ridge
Jack Quaid – Mr. No Pain (Novocaine)

### Beste Schauspielerin in einem Actionfilm
June Squibb – Thelma – Rache war nie süßer (Thelma)
Emily Blunt – The Fall Guy
Ana de Armas – From the World of John Wick: Ballerina
Kirsten Dunst – Civil War
Cailee Spaeny – Civil War
Anya Taylor-Joy – Furiosa: A Mad Max Saga

### Bester Horrorfilm
Blood & Sinners (Sinners) – Produktion: Ryan Coogler, Zinzi Coogler und Sev Ohanian
Bring Her Back – Produktion: Kristina Ceyton und Samantha Jennings
Heretic – Produktion: Scott Beck, Julia Glausi, Stacey Sher, Jeanette Volturno und Bryan Woods
Longlegs – Produktion: Nicolas Cage, Dave Caplan, Chris Ferguson, Dan Kagan  und Brian Kavanaugh-Jones
Nosferatu – Der Untote (Nosferatu) – Produktion: Chris Columbus, Eleanor Columbus, Robert Eggers, John Graham und Jeff Robinov
The Substance – Produktion: Tim Bevan, Coralie Fargeat und Eric Fellner

### Bester Schauspieler in einem Horrorfilm
Michael B. Jordan – Blood & Sinners (Sinners)
Nicolas Cage – Longlegs
David Dastmalchian – Late Night with the Devil
Hugh Grant – Heretic
Bill Skarsgård – Nosferatu – Der Untote (Nosferatu)
Justice Smith – I Saw the TV Glow

### Beste Schauspielerin in einem Horrorfilm
Demi Moore – The Substance
Lily-Rose Depp – Nosferatu – Der Untote (Nosferatu)
Willa Fitzgerald – Strange Darling
Sally Hawkins – Bring Her Back
Wunmi Mosaku – Blood & Sinners (Sinners)
Naomi Scott – Smile 2 – Siehst du es auch? (Smile 2)

### Bester Science-Fiction-/Fantasyfilm
Dune: Part Two – Produktion: Cale Boyter, Tanya Lapointe, Patrick McCormick, Mary Parent und Denis Villeneuve
Alien: Romulus – Produktion: Walter Hill, Michael Pruss und Ridley Scott
Companion – Die perfekte Begleitung (Companion) – Produktion: Zach Cregger, Roy Lee, J. D. Lifshitz und Raphael Margules
Planet der Affen: New Kingdom (Kingdom of the Planet of the Apes) – Produktion: Wes Ball, Joe Hartwick Jr., Rick Jaffa, Jason T. Reed und Amanda Silver
Mickey 17 – Produktion: Bong Joon-ho, Choi Doo-ho, Dede Gardner und Jeremy Kleiner
Der wilde Roboter (The Wild Robot) – Produktion: Jeff Hermann

### Bester Schauspieler in einem Science-Fiction-/Fantasyfilm
Timothée Chalamet – Dune: Part Two
Austin Butler – Dune: Part Two
David Jonsson – Alien: Romulus
Robert Pattinson – Mickey 17
Jack Quaid – Companion – Die perfekte Begleitung (Companion)
Miles Teller – The Gorge

### Beste Schauspielerin in einem Science-Fiction-/Fantasyfilm
Sophie Thatcher – Companion – Die perfekte Begleitung (Companion)
Naomi Ackie – Mickey 17
Lupita Nyong’o – Der wilde Roboter (The Wild Robot)
Cailee Spaeny – Alien: Romulus
Alicia Vikander – The Assessment
Zendaya – Dune: Part Two

### Bester Superheldenfilm
Deadpool & Wolverine – Produktion: Kevin Feige, Shawn Levy, Ryan Reynolds und Lauren Shuler Donner
Captain America: Brave New World – Produktion: Kevin Feige und Nate Moore
The People’s Joker – Produktion: Joey Lyons
Robot Dreams – Produktion: Pablo Berger, Ibón Cormenzana, Ángel Durández, Ignasi Estapé und Sandra Tapia Díaz
Thunderbolts* – Produktion: Kevin Feige
Venom: The Last Dance – Produktion: Avi Arad, Tom Hardy, Kelly Marcel, Hutch Parker, Amy Pascal und Matt Tolmach

### Bester Schauspieler in einem Superheldenfilm
Hugh Jackman – Deadpool & Wolverine
David Harbour – Thunderbolts*
Tom Hardy – Venom: The Last Dance
Anthony Mackie – Captain America: Brave New World
Lewis Pullman – Thunderbolts*
Ryan Reynolds – Deadpool & Wolverine

### Beste Schauspielerin in einem Superheldenfilm
Florence Pugh – Thunderbolts*
Emma Corrin – Deadpool & Wolverine
Vera Drew – The People’s Joker
Lady Gaga – Joker: Folie à Deux
Jennifer Garner – Deadpool & Wolverine
Julia Louis-Dreyfus – Thunderbolts*

### Bester Bösewicht in einem Film
Hugh Grant – Heretic
Austin Butler – Dune: Part Two
Emma Corrin – Deadpool & Wolverine
Jack O’Connell – Blood & Sinners (Sinners)
Lewis Pullman – Thunderbolts*
Denzel Washington – Gladiator II

## Gewinner und Nominierte im Bereich Fernsehen
| Serie/Film                    | N | A |
| ----------------------------- | - | - |
| The Last of Us                | 6 | 2 |
| Evil                          | 5 | 0 |
| The Penguin                   | 4 | 4 |
| Shōgun                        | 4 | 3 |
| Severance                     | 4 | 1 |
| Fallout                       | 4 | 0 |
| Andor                         | 3 | 2 |
| Agatha All Along              | 3 | 0 |
| Black Doves                   | 3 | 0 |
| Black Mirror                  | 3 | 0 |
| The Boys                      | 3 | 0 |
| The Day of the Jackal         | 3 | 0 |
| What We Do in the Shadows     | 3 | 0 |
| True Detective: Night Country | 2 | 1 |
| 9-1-1                         | 2 | 0 |
| Daredevil: Born Again         | 2 | 0 |
| Doctor Who                    | 2 | 0 |
| Fantasmas                     | 2 | 0 |
| From                          | 2 | 0 |
| The Gentlemen                 | 2 | 0 |
| Paradise                      | 2 | 0 |
| Reacher                       | 2 | 0 |
| Superman & Lois               | 2 | 0 |

### Beste Actionserie oder bester -fernsehfilm
Shōgun
9-1-1
Black Doves
The Day of the Jackal
The Gentlemen
Reacher

### Bester Schauspieler in einer Actionserie oder einem -fernsehfilm
Hiroyuki Sanada – Shōgun
Sterling K. Brown – Paradise
Theo James – The Gentlemen
Eddie Redmayne – The Day of the Jackal
Alan Ritchson – Reacher
Ben Whishaw – Black Doves

### Beste Schauspielerin in einer Actionserie oder einem -fernsehfilm
Anna Sawai – Shōgun
Angela Bassett – 9-1-1
Viola Davis – G20
Keira Knightley – Black Doves
Lashana Lynch – The Day of the Jackal
Zoë Saldaña – Lioness

### Beste Horrorserie oder bester -fernsehfilm
The Last of Us
Interview with the Vampire
Evil
From
True Detective: Night Country
What We Do in the Shadows

### Bester Schauspieler in einer Horrorserie oder einem -fernsehfilm
Pedro Pascal – The Last of Us
Kevin Bacon – The Bondsman – Kopfgeldjäger des Teufels (The Bondsman)
Matt Berry – What We Do in the Shadows
Mike Colter – Evil
Michael Emerson – Evil
Harold Perrineau – From

### Beste Schauspielerin in einer Horrorserie oder einem -fernsehfilm
Jodie Foster – True Detective: Night Country
Natasia Demetriou – What We Do in the Shadows
Katja Herbers – Evil
Melanie Lynskey – Yellowjackets
Niecy Nash – Grotesquerie
Bella Ramsey – The Last of Us

### Beste Science-Fiction-/Fantasyserie oder -fernsehfilm
Andor
Black Mirror
Doctor Who
Dune: Prophecy
Fantasmas
Severance

### Bester Schauspieler in einer Science-Fiction-/Fantasyserie oder einem -fernsehfilm
Diego Luna – Andor
Ncuti Gatwa – Doctor Who
Walton Goggins – Fallout
Adam Scott – Severance
Tramell Tillman – Severance
Julio Torres – Fantasmas

### Beste Schauspielerin in einer Science-Fiction-/Fantasyserie oder einem -fernsehfilm
Britt Lower – Severance
Adria Arjona – Andor
Caitríona Balfe – Outlander
Kathryn Hahn – Agatha All Along
Cristin Milioti – Black Mirror: USS Callister: Willkommen bei Infinity (USS Callister: Into Infinity)
Michelle Yeoh – Star Trek: Sektion 31 (Star Trek: Section 31)

### Beste Superheldenserie oder bester -fernsehfilm
The Penguin
Agatha All Along
The Boys
Fallout
The Last of Us
Superman & Lois

### Bester Schauspieler in einer Superheldenserie oder einem -fernsehfilm
Colin Farrell – The Penguin
Charlie Cox – Daredevil: Born Again
Walton Goggins – Fallout
Tyler Hoechlin – Superman & Lois
Pedro Pascal – The Last of Us
Antony Starr – The Boys

### Beste Schauspielerin in einer Superheldenserie oder einem -fernsehfilm
Cristin Milioti – The Penguin
Danai Gurira – The Walking Dead: The Ones Who Live
Kathryn Hahn – Agatha All Along
Erin Moriarty – The Boys
Ella Purnell – Fallout
Bella Ramsey – The Last of Us

### Bester Bösewicht in einer Serie oder einem Fernsehfilm
Colin Farrell – The Penguin
Vincent D’Onofrio – Daredevil: Born Again
Michael Emerson – Evil
Takehiro Hira – Shōgun
Julianne Nicholson – Paradise
Jesse Plemons – Black Mirror: USS Callister: Willkommen bei Infinity (USS Callister: Into Infinity)